# Paul Ellingworth
Paul Ellingworth (Barnsley, 15 novembre 1931 – 25 novembre 2018) è stato un ebraista e biblista britannico.
Autore di numerosi libri sulla lingua ebraica, fu docente onorario di Nuovo Testamento alla Scuola di Teologia, Storia e Filosofia dell'Università di Aberdeen e assistente traduttore della Società Biblica Statunitense.

## Formazione
Frequentò il collegio Worcester di Oxford conseguendo il Bachelor of Arts nel '53 e il Master of Arts quattro anni più tardi. Perfezionò gli studi al Wesley House di Cambridge, ottenendo un secondo Bachelor of Arts. Nel 1977 espose presso l'Università di Aberdeen la sua tesi di dottorato dal titolo The Old Testament in Hebrews Exegesis, Method and Hermeneutics ("L'Antico Testamento nell'Esegesi Ebraica, Metodo ed Ermeneutica"), scritto che citerà a più riprese nelle opere e discorsi successivi, e che sancì la scelta dell'ebraico quale suo campo principale di ricerca e di studio.

## Attività
Sacerdote della Società Missionaria Metodista, dal 1957 al 1961, Ellingworth è stato lettore alla Facoltà di Teologia dell'Università di Porto-Novo nel Benin, e, dal '64 al '67, lettore della Facoltà di Teologia Protestante di Yaoundé.

Nel decennio successivo ricoprì l'incarico di Segretario all'Istruzione della Società Missionaria Metodista di Londra. Dal '71 al '75 coordinò i traduttori della sede londinese della United Bible Society, e in seguito continuò il lavoro di assistente traduttore e di editore tecnico dalla propria dimora di Aberdeen. Fra queste opere tradusse The Apocrypha in Ecumenical Perspective: the place of the late writings of the Old Testament among the biblical writings and their significance in the eastern and western church traditions ("Gli apocrifi in una prospettiva ecumenica: i luoghi degli scritti tardivi dell'Antico Testamento, in rapporto ai libri biblici e al loro significato nelle tradizioni della chiesa orientale e occidentale").
Fu direttore del Center for the Study of Christianity in the non-Western World ("Centro per gli Studi della Cristianità del Mondo non-Occidentale") dell'Università di Aberdeen, fondato nel 1982 da Andrew F. Walls. Tenne alcune docenze all'Università di Edimburgo, divenendo dal 1983 lettore onorario ad Aberdeen.
Il 23 maggio 1959 sposò Pauline Mary Coates, dalla quale ebbe tre figli.